# Sanna Laari
Sanna Laari geb. Markkanen (* 14. April 1990 in Leppävirta) ist eine finnische Biathletin.

## Sportliche Karriere
Sanna Laari lebt in Leppävirta und startet für Leppävirran Viri. Sie war zunächst Skilangläuferin. Seit 2007 nahm sie an Rennen des Scandinavia Cups und in FIS-Rennen teil. Zur Saison 2010/11 wechselte sie zum Biathlon. Ihre ersten internationalen Rennen bestritt sie 2011 im Rahmen des IBU-Cups in Nové Město na Moravě und wurde in Einzel und Sprint 63. Es folgten an selber Stelle die Biathlon-Juniorenweltmeisterschaften 2011, bei denen die Finnin die Plätze 19 im Einzel, 32 im Sprint, 40 in der Verfolgung und zehn mit der Staffel belegte. Es folgten Einsätze bei den Juniorenrennen der Biathlon-Europameisterschaften 2011 in Ridnaun, wo Laaro 45. in Einzel und Sprint wurde, sowie als überrundete Läuferin aus dem Rennen genommen wurde. Auch das Mixed-Staffelrennen konnte Finnland wegen Überrundung nicht beenden. Zu einem ersten Karrierehöhepunkt wurden schließlich die Biathlon-Weltmeisterschaften 2011 in Chanty-Mansijsk. Bei den Wettkämpfen in Sibirien kam die Finnin im Sprint zum Einsatz und belegte den 95. Platz.
Seit 2020 ist sie verheiratet und heißt seitdem Laari.

## Statistik

### Weltcupplatzierungen
Die Tabelle zeigt alle Platzierungen (je nach Austragungsjahr einschließlich Olympische Spiele und Weltmeisterschaften).
- 1.–3. Platz: Anzahl der Podiumsplatzierungen
- Top 10: Anzahl der Platzierungen unter den ersten zehn (einschließlich Podium)
- Punkteränge: Anzahl der Platzierungen innerhalb der Punkteränge (einschließlich Podium und Top 10)
- Starts: Anzahl gelaufener Rennen in der jeweiligen Disziplin
- Staffel: inklusive Mixed- und Single-Mixed-Staffeln

| Platzierung              | Einzel | Sprint | Verfolgung | Massenstart | Staffel | Gesamt |
| ------------------------ | ------ | ------ | ---------- | ----------- | ------- | ------ |
| 1. Platz                 |        |        |            |             |         |        |
| 2. Platz                 |        |        |            |             |         |        |
| 3. Platz                 |        |        |            |             |         |        |
| Top 10                   |        |        |            |             | 2       | 2      |
| Punkteränge              | 1      | 1      |            |             | 24      | 26     |
| Starts                   | 12     | 42     | 4          |             | 24      | 82     |
| Stand: 31. Dezember 2021 |        |        |            |             |         |        |

### Weltmeisterschaften
Ergebnisse bei Biathlon-Weltmeisterschaften:
| Weltmeisterschaft | Weltmeisterschaft | Einzel | Sprint | Verfolgung | Massenstart | Staffel   | Mixedstaffel | Single-Mixedstaffel |
| Jahr              | Ort               | Einzel | Sprint | Verfolgung | Massenstart | Staffel   | Mixedstaffel | Single-Mixedstaffel |
| ----------------- | ----------------- | ------ | ------ | ---------- | ----------- | --------- | ------------ | ------------------- |
| 2011              | Chanty-Mansijsk   | -      | 94.    | -          | -           | -         | -            |                     |
| 2012              | Ruhpolding        | 98.    | 81.    | -          | -           | LAP (18.) | -            |                     |
| 2013              | Nové Město        | 101.   | 93.    | -          | -           | LAP (21.) | -            |                     |
| 2015              | Kontiolahti       | 48.    | 68.    | -          | -           | 16.       | -            |                     |
| 2016              | Oslo              | 83.    | 94.    | -          | -           | 17.       | -            |                     |
| 2017              | Hochfilzen        | 83.    | -      | -          | -           | 15.       | -            |                     |
| 2019              | Östersund         | -      | -      | -          | -           | LAP (22.) | -            | -                   |